# مارت پوم
مارت پوم (انگلیسی: Mart Poom؛ زادهٔ ۳ فوریهٔ ۱۹۷۲) یک بازیکن فوتبال اهل استونی است.
از باشگاه‌هایی که در آن بازی کرده‌است می‌توان به باشگاه فوتبال آرسنال، باشگاه فوتبال پورتسموث، باشگاه فوتبال واتفورد، باشگاه فوتبال ساندرلند، باشگاه فوتبال دربی کانتی و باشگاه فوتبال فلورا تالین اشاره کرد.
وی همچنین در تیم ملی فوتبال استونی بازی کرده است.